# Kristi Vangjeli
Kristi Vangjeli (Coriza, 5 settembre 1985) è un ex calciatore albanese, di ruolo difensore.

## Biografia
Ha anche un fratello più grande Pavli, anch'egli calciatore. Possiede anche la cittadinanza greca.

## Carriera

### Club
Ha debuttato in una competizione internazionale, la Coppa UEFA con la maglia dell'Arīs Salonicco, in particolare conta una presenza nella Coppa UEFA 2005-2006 con la sua squadra militante nella seconda serie.
Il 30 agosto 2011 viene acquistato per 300.000 euro dal Čornomorec', squadra militante nella massima serie del campionato ucraino.
Il 16 giugno 2016 passa alla squadra rumena dell'Astra Giurgiu.

### Nazionale
Ha giocato nella nazionale albanese Under-21.
Ha collezionato 35 presenze con la nazionale maggiore albanese.

## Statistiche

### Presenze e reti nei club
Statistiche aggiornate al 19 dicembre 2020.
| Stagione              | Squadra               | Campionato            | Campionato | Campionato | Coppe nazionali | Coppe nazionali | Coppe nazionali | Coppe continentali | Coppe continentali | Coppe continentali | Altre coppe | Altre coppe | Altre coppe | Totale | Totale |
| Stagione              | Squadra               | Comp                  | Pres       | Reti       | Comp            | Pres            | Reti            | Comp               | Pres               | Reti               | Comp        | Pres        | Reti        | Pres   | Reti   |
| --------------------- | --------------------- | --------------------- | ---------- | ---------- | --------------- | --------------- | --------------- | ------------------ | ------------------ | ------------------ | ----------- | ----------- | ----------- | ------ | ------ |
| gen.-giu. 2004        | Arīs Salonicco        | AE                    | 6          | 0          | CG              | 0               | 0               | -                  | -                  | -                  | -           | -           | -           | 6      | 0      |
| 2004-2005             | Arīs Salonicco        | AE                    | 9          | 0          | CG              | 0               | 0               | -                  | -                  | -                  | -           | -           | -           | 9      | 0      |
| 2005-2006             | Arīs Salonicco        | BE                    | 17         | 0          | CG              | 0               | 0               | CU                 | 1                  | 0                  | -           | -           | -           | 18     | 0      |
| 2006-2007             | Arīs Salonicco        | SL                    | 18         | 0          | CG              | 1               | 0               | -                  | -                  | -                  | -           | -           | -           | 19     | 0      |
| 2007-2008             | Arīs Salonicco        | SL                    | 14+4       | 0          | CG              | 2               | 0               | CU                 | 3                  | 0                  | -           | -           | -           | 23     | 0      |
| 2008-2009             | Arīs Salonicco        | SL                    | 8          | 0          | CG              | 0               | 0               | CU                 | 2                  | 0                  | -           | -           | -           | 10     | 0      |
| 2009-2010             | Arīs Salonicco        | SL                    | 9+2        | 0          | CG              | 1               | 0               | -                  | -                  | -                  | -           | -           | -           | 12     | 0      |
| 2010-2011             | Arīs Salonicco        | SL                    | 22         | 0          | CG              | 1               | 0               | UEL                | 8                  | 0                  | -           | -           | -           | 31     | 0      |
| ago. 2011             | Arīs Salonicco        | SL                    | 1          | 0          | CG              | 0               | 0               | -                  | -                  | -                  | -           | -           | -           | 1      | 0      |
| 2011-2012             | Čornomorec'           | PL                    | 15         | 0          | CU              | 1               | 0               | -                  | -                  | -                  | -           | -           | -           | 16     | 0      |
| 2012-2013             | Čornomorec'           | PL                    | 6          | 0          | CU              | 1               | 0               | -                  | -                  | -                  | -           | -           | -           | 7      | 0      |
| 2013-gen. 2014        | Čornomorec'           | PL                    | 4          | 0          | CU              | 1               | 0               | UEL                | 1                  | 0                  | SU          | 1           | 0           | 7      | 0      |
| Totale Čornomorec'    | Totale Čornomorec'    | Totale Čornomorec'    | 25         | 0          |                 | 3               | 0               |                    | 1                  | 0                  |             | 1           | 0           | 30     | 0      |
| gen.-giu. 2014        | Arīs Salonicco        | SL                    | 11         | 0          | CG              | 0               | 0               | -                  | -                  | -                  | -           | -           | -           | 11     | 0      |
| Totale Arīs Salonicco | Totale Arīs Salonicco | Totale Arīs Salonicco | 115+6      | 0          |                 | 5               | 0               |                    | 14                 | 0                  |             | -           | -           | 140    | 0      |
| 2014-2015             | Skënderbeu            | KS                    | 33         | 3          | CA              | 5               | 0               | UCL                | 2                  | 0                  | SA          | 1           | 0           | 41     | 3      |
| 2015-2016             | Skënderbeu            | KS                    | 28         | 1          | CA              | 3               | 0               | UCL+UEL            | 6+5                | 0                  | SA          | 0           | 0           | 42     | 1      |
| lug.-ago. 2016        | Astra Giurgiu         | L1                    | 5          | 0          | CR              | 0               | 0               | UCL+UEL            | 1+1                | 0                  | SR          | 1           | 0           | 8      | 0      |
| 2016-2017             | Skënderbeu            | KS                    | 33         | 0          | CA              | 5               | 1               | -                  | -                  | -                  | SA          | -           | -           | 38     | 1      |
| 2017-2018             | Skënderbeu            | KS                    | 31         | 1          | CA              | 4               | 0               | UEL                | 14                 | 1                  | -           | -           | -           | 49     | 2      |
| 2018-2019             | Skënderbeu            | KS                    | 33         | 1          | CA              | 3               | 1               | -                  | -                  | -                  | SA          | 1           | 0           | 37     | 2      |
| Totale Skënderbeu     | Totale Skënderbeu     | Totale Skënderbeu     | 158        | 6          |                 | 20              | 2               |                    | 27                 | 1                  |             | 2           | 0           | 207    | 9      |
| lug.-ago. 2019        | Adelaide Olympic      | PL                    | 0          | 0          | FFA Cup         | 1               | 0               | -                  | -                  | -                  | -           | -           | -           | 1      | 0      |
| 2019-2020             | Tirana                | KS                    | 32         | 1          | CA              | 5               | 0               | -                  | -                  | -                  | -           | -           | -           | 37     | 1      |
| 2020-2021             | Tirana                | KS                    | 8          | 0          | CA              | 2               | 0               | UCL+UEL            | 2+1                | 0                  | SA          | 1           | 0           | 14     | 0      |
| Totale Tirana         | Totale Tirana         | Totale Tirana         | 40         | 1          |                 | 7               | 0               |                    | 3                  | 0                  |             | 1           | 0           | 51     | 1      |
| Totale carriera       | Totale carriera       | Totale carriera       | 343+6      | 7+0        |                 | 36              | 2               |                    | 47                 | 1                  |             | 5           | 0           | 437    | 10     |

### Cronologia presenze e reti in nazionale
| Cronologia completa delle presenze e delle reti in nazionale ― Albania | Cronologia completa delle presenze e delle reti in nazionale ― Albania | Cronologia completa delle presenze e delle reti in nazionale ― Albania | Cronologia completa delle presenze e delle reti in nazionale ― Albania | Cronologia completa delle presenze e delle reti in nazionale ― Albania | Cronologia completa delle presenze e delle reti in nazionale ― Albania | Cronologia completa delle presenze e delle reti in nazionale ― Albania | Cronologia completa delle presenze e delle reti in nazionale ― Albania |
| Data                                                                   | Città                                                                  | In casa                                                                | Risultato                                                              | Ospiti                                                                 | Competizione                                                           | Reti                                                                   | Note                                                                   |
| ---------------------------------------------------------------------- | ---------------------------------------------------------------------- | ---------------------------------------------------------------------- | ---------------------------------------------------------------------- | ---------------------------------------------------------------------- | ---------------------------------------------------------------------- | ---------------------------------------------------------------------- | ---------------------------------------------------------------------- |
| 2-6-2007                                                               | Tirana                                                                 | Albania                                                                | 2 – 0                                                                  | Lussemburgo                                                            | Qual. Euro 2008                                                        | -                                                                      | 74’                                                                    |
| 22-8-2007                                                              | Tirana                                                                 | Albania                                                                | 3 – 0                                                                  | Malta                                                                  | Amichevole                                                             | -                                                                      |                                                                        |
| 12-9-2007                                                              | Tirana                                                                 | Albania                                                                | 0 – 1                                                                  | Paesi Bassi                                                            | Qual. Euro 2008                                                        | -                                                                      |                                                                        |
| 13-10-2007                                                             | Lubiana                                                                | Slovenia                                                               | 0 – 0                                                                  | Albania                                                                | Qual. Euro 2008                                                        | -                                                                      |                                                                        |
| 17-10-2007                                                             | Tirana                                                                 | Albania                                                                | 1 – 1                                                                  | Bulgaria                                                               | Qual. Euro 2008                                                        | -                                                                      |                                                                        |
| 17-11-2007                                                             | Tirana                                                                 | Albania                                                                | 2 – 4                                                                  | Bielorussia                                                            | Qual. Euro 2008                                                        | -                                                                      | 38’                                                                    |
| 21-11-2007                                                             | Bucarest                                                               | Romania                                                                | 6 – 1                                                                  | Albania                                                                | Qual. Euro 2008                                                        | -                                                                      | 37’ 41’                                                                |
| 27-5-2008                                                              | Varsavia                                                               | Polonia                                                                | 1 – 0                                                                  | Albania                                                                | Amichevole                                                             | -                                                                      |                                                                        |
| 20-8-2008                                                              | Scutari                                                                | Albania                                                                | 2 – 0                                                                  | Liechtenstein                                                          | Amichevole                                                             | -                                                                      | 46’                                                                    |
| 6-9-2008                                                               | Tirana                                                                 | Albania                                                                | 0 – 0                                                                  | Svezia                                                                 | Qual. Mondiali 2010                                                    | -                                                                      |                                                                        |
| 11-10-2008                                                             | Budapest                                                               | Ungheria                                                               | 2 – 0                                                                  | Albania                                                                | Qual. Mondiali 2010                                                    | -                                                                      | 54’                                                                    |
| 15-10-2008                                                             | Lisbona                                                                | Portogallo                                                             | 0 – 0                                                                  | Albania                                                                | Qual. Mondiali 2010                                                    | -                                                                      |                                                                        |
| 19-11-2008                                                             | Baku                                                                   | Azerbaigian                                                            | 1 – 1                                                                  | Albania                                                                | Amichevole                                                             | -                                                                      | 8’ 45’                                                                 |
| 11-2-2009                                                              | La Valletta                                                            | Malta                                                                  | 0 – 0                                                                  | Albania                                                                | Qual. Mondiali 2010                                                    | -                                                                      | 46’ 80’                                                                |
| 28-3-2009                                                              | Tirana                                                                 | Albania                                                                | 0 – 1                                                                  | Ungheria                                                               | Qual. Mondiali 2010                                                    | -                                                                      |                                                                        |
| 1-4-2009                                                               | Copenaghen                                                             | Danimarca                                                              | 3 – 0                                                                  | Albania                                                                | Qual. Mondiali 2010                                                    | -                                                                      | 61’                                                                    |
| 6-6-2009                                                               | Tirana                                                                 | Albania                                                                | 1 – 2                                                                  | Portogallo                                                             | Qual. Mondiali 2010                                                    | -                                                                      |                                                                        |
| 10-6-2009                                                              | Tirana                                                                 | Albania                                                                | 1 – 1                                                                  | Georgia                                                                | Amichevole                                                             | -                                                                      | 54’                                                                    |
| 12-8-2009                                                              | Tirana                                                                 | Albania                                                                | 6 – 1                                                                  | Cipro                                                                  | Amichevole                                                             | -                                                                      | 61’                                                                    |
| 3-3-2010                                                               | Tirana                                                                 | Albania                                                                | 1 – 0                                                                  | Irlanda del Nord                                                       | Amichevole                                                             | -                                                                      |                                                                        |
| 2-6-2010                                                               | Tirana                                                                 | Albania                                                                | 1 – 0                                                                  | Andorra                                                                | Amichevole                                                             | -                                                                      | 78’                                                                    |
| 11-8-2010                                                              | Tirana                                                                 | Albania                                                                | 1 – 0                                                                  | Uzbekistan                                                             | Amichevole                                                             | -                                                                      | 75’                                                                    |
| 3-9-2010                                                               | Bucarest                                                               | Romania                                                                | 1 – 1                                                                  | Albania                                                                | Qual. Euro 2012                                                        | -                                                                      | 50’                                                                    |
| 8-10-2010                                                              | Tirana                                                                 | Albania                                                                | 1 – 1                                                                  | Bosnia ed Erzegovina                                                   | Qual. Euro 2012                                                        | -                                                                      |                                                                        |
| 12-10-2010                                                             | Minsk                                                                  | Bielorussia                                                            | 2 – 0                                                                  | Albania                                                                | Qual. Euro 2012                                                        | -                                                                      |                                                                        |
| 17-11-2010                                                             | Tirana                                                                 | Albania                                                                | 0 – 0                                                                  | Macedonia                                                              | Amichevole                                                             | -                                                                      | 55’                                                                    |
| 9-2-2011                                                               | Tirana                                                                 | Albania                                                                | 1 – 2                                                                  | Slovenia                                                               | Amichevole                                                             | -                                                                      | 73’                                                                    |
| 26-3-2011                                                              | Tirana                                                                 | Albania                                                                | 1 – 0                                                                  | Bielorussia                                                            | Qual. Euro 2012                                                        | -                                                                      |                                                                        |
| 7-6-2011                                                               | Zenica                                                                 | Bosnia ed Erzegovina                                                   | 2 – 0                                                                  | Albania                                                                | Qual. Euro 2012                                                        | -                                                                      |                                                                        |
| 20-6-2011                                                              | Buenos Aires                                                           | Argentina                                                              | 4 – 0                                                                  | Albania                                                                | Amichevole                                                             | -                                                                      |                                                                        |
| 10-8-2011                                                              | Tirana                                                                 | Albania                                                                | 3 – 2                                                                  | Montenegro                                                             | Amichevole                                                             | -                                                                      |                                                                        |
| 2-9-2011                                                               | Tirana                                                                 | Albania                                                                | 1 – 2                                                                  | Francia                                                                | Qual. Euro 2012                                                        | -                                                                      |                                                                        |
| 6-9-2011                                                               | Lussemburgo                                                            | Lussemburgo                                                            | 2 – 1                                                                  | Albania                                                                | Qual. Euro 2012                                                        | -                                                                      |                                                                        |
| 7-10-2011                                                              | Saint-Denis                                                            | Francia                                                                | 3 – 0                                                                  | Albania                                                                | Qual. Euro 2012                                                        | -                                                                      | 49’                                                                    |
| 14-11-2012                                                             | Lancy                                                                  | Albania                                                                | 0 – 0                                                                  | Camerun                                                                | Amichevole                                                             | -                                                                      | 78’                                                                    |
| Totale                                                                 |                                                                        | Presenze                                                               | 35                                                                     |                                                                        | Reti                                                                   | 0                                                                      |                                                                        |

## Palmarès

### Club

#### Competizioni nazionali
- Campionato albanese: 4

Skënderbeu: 2014-2015, 2015-2016, 2017-2018
Tirana: 2019-2020
- Coppa d'Albania: 1

Skënderbeu: 2017-2018
- Supercoppa d'Albania: 2

Skënderbeu: 2014, 2018
- Supercoppa di Romania: 1

Astra Giurgiu: 2016